# Bien comunal

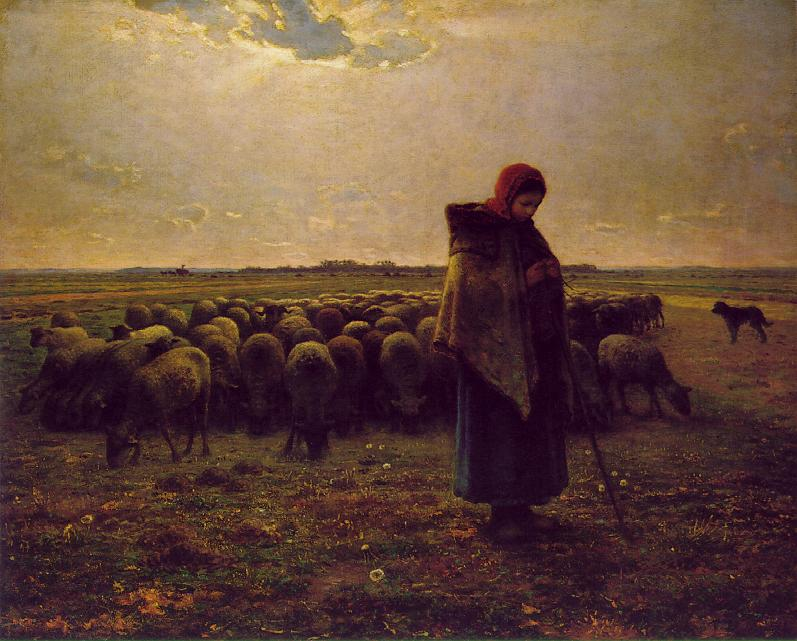
Una pastora con su rebaño, cuadro de Jean-François Millet

Bien comunal o procomún (De pro, 'provecho', y común) es el ordenamiento institucional que dicta que la propiedad está atribuida a un conjunto de personas en razón del lugar donde habitan y que tienen un régimen especial de enajenación y explotación. De esa forma, ninguna persona en concreto tiene un control exclusivo (monopolio) sobre el uso y disfrute de un recurso bajo el régimen de procomún.

## Definiciones
Por, procesos o cosas (ya sean materiales o de carácter intangible) cuyo beneficio, posesión o derechos de explotación pertenecen a un grupo o a una comunidad determinada. El grupo en cuestión puede ser extenso, por ejemplo; todos los individuos, o los habitantes de algún país, región, ciudad o pueblo, etc.- o restringido, como por ejemplo, una familia o algunos miembros de alguna familia, o grupo de personas establecido para un propósito específico (por ejemplo, una cooperativa o sociedad anónima). Los bienes, recursos, procesos o cosas que, en la actualidad pueden ser considerados como parte del procomún, comprenden desde bienes públicos generales (libres) y físicos (tales como el mar o el aire) a “bienes abstractos” (tales como la defensa o seguridad nacional) o incluso el conocimiento en general o instancias específicas de tal: datos u otros elementos de información (ver, por ejemplo Wikimedia Commons).
El concepto está íntimamente ligado al de dominio público, que es la forma jurídica que pueden adquirir algunos de los elementos pertenecientes al procomún. 

## Comunes en la antigüedad clásica

### Comunes en Grecia
De acuerdo con algunos historiadores las actividades económicas de la Grecia clásica estaban enmarcadas por dos grupos de valores que a menudo entraban en contradicción: uno privilegiaba el interés individual y el otro el interés de la comunidad o polis. Como ejemplo de tal conflicto de percepción se pueden citar los dos ejemplos siguientes: 
Tucídides nos dice que Pericles argumentó a favor de que Atenas se embarcara en la guerra del Peloponeso -a pesar de que en su opinión sería larga y difícil- con el siguiente argumento, que busca mostrar la superioridad ateniense sobre los miembros de la Liga del Peloponeso: “Ellos dedican una pequeña fracción de su tiempo a la consideración de asuntos públicos y la mayoría a la persecución de sus propios objetivos. Y cada uno se imagina que ningún problema se originará de este descuido, que es el negocio de algún otro cuidar de esto o lo otro en su lugar y así, por la misma idea siendo tenida por todos separadamente, lo común causa una lenta decadencia”
Por otra parte -y posteriormente- Aristóteles argumentó -contra la propuesta de Sócrates a favor de la propiedad común- alegando que “El sistema propuesto ofrece todavía otro inconveniente, que es el poco interés que se tiene por la propiedad común, porque cada uno piensa en sus intereses privados y se cuida poco de los públicos, si no es en cuanto le toca personalmente, pues en todos los demás descansa de buen grado en los cuidados que otros se toman por ellos, sucediendo lo que en una casa servida por muchos criados, que unos por otros resulta mal hecho el servicio.”
Sin embargo, es necesario considerar que debido a una variedad de factores, entre los que se incluye un desprecio al trabajo “banáusico” - lo que ahora se consideraría trabajo motivado por la ganancia más allá de la necesidad del sustento- la economía griega dependía fuertemente de actividades agrícolas “familiares”. Consecuentemente, la contradicción notada no parece haber llevado a una formalización o tentativa de solución legal de la contradicción, manteniendo la discusión al nivel filosófico.

### Comunes en Roma
Los romanos trataron de resolver la contradicción mencionada con una tentativa de especificación del concepto de propiedad. Para la legislación romana, el derecho de propiedad se origina en la “ocupación” o tenencia: quien tiene algo, lo posee. Los romanos distinguían dos grandes categorías básicas: las personas y las cosas. Las cosas son las que pueden ser poseídas y se diferenciaban a su vez en cosas sagradas, cosas públicas (res publica: que pertenecen al estado o la ciudad), cosas comunes (res communis: aire, mar) y cosas privadas (que pertenecen a "individuos en familia" como tales). Sin embargo -y quizás obviamente- algunas cosas no pueden ser poseídas sin dejar de ser lo que son (res nullius): los ríos o aguas corrientes, animales salvajes, peces en el mar, etc. Si alguien los posee, dejan de ser ríos en movimiento, animales salvajes o peces en el mar. Esas cosas son, consecuentemente, de cualquiera y de todos. Sobre el mismo razonamiento, algunas son poseídas en conjunto: los caminos, fuentes de agua de una ciudad, etc.
La ocupación o tenencia de una cosa se denominaba el derecho de “usu fructus”; en la práctica, el derecho a usar y disfrutar de ella, pero no equivalía a un derecho a la propiedad sobre la “esencia” de la cosa misma (ver usufructo). Por ejemplo, la tenencia sobre un árbol significaba que se podía gozar de los frutos de tal árbol, pero ese derecho se extingue si se corta el árbol. Así los miembros de una familia tenían derecho a gozar de la propiedad familiar pero estaban bajo obligación, incluso como Pater familias de mantenerla para futuras generaciones de la misma, a pesar de que podían disponer de los bienes como tales (ver Patrimonio).
El derecho absoluto, sobre la esencia de la cosa, equivalía a “dominium”. “Dominium" correspondía solo al “populos” (pueblo romano) o -posteriormente- al emperador.
Consecuentemente, el derecho romano introduce la diferencia entre tipos o clases de comunes: el que es común a todos los humanos, el que pertenece solo a algunos socios, el que es absoluto pero no ejercible a ningún individuo en particular (dominium), el de uso (como en caminos o ríos), etc.
Por ejemplo, en las Institutas se establece que “por ley de la naturaleza, el aire, el océano... etc, son propiedad de todos”, pero también se establece el común restringido a algunos: “si dos personas mezclan su vino o juntan su oro, la mezcla les pertenece a los dos en conjunto”. La ley romana establece también el derecho de los “ciudadanos” a utilizar algunos bienes en común (caminos, puentes, fuentes de agua) en exclusión, en algunos casos, de los no ciudadanos (los extranjeros no tienen derecho, por ejemplo, a utilizar las vías en Roma, excepto con permiso).

## Los comunes en la Europa feudal
Los bienes comunales surgen durante el periodo feudal en Europa como el conjunto de bienes –la mayoría inmuebles– que eran concedidos a un señorío para su explotación: feudos. Tras la progresiva desaparición del feudalismo a partir del siglo XIII, estos bienes pasaron a formar parte de las villas y ciudades que habían ido naciendo a lo largo del tiempo alrededor de los castillos y demás asentamientos feudales. Ya no eran propiedad de un señor, sino de la comunidad en su conjunto. Pronto fueron regulados por los distintos fueros. Una parte de aquellos originarios bienes pasaron a ser propiedad exclusiva de los antiguos señores, pero otros engrosaron el patrimonio del común de los ciudadanos. Los fueros regularon su explotación que estaba sujeta a limitaciones de todo orden. Como características singulares eran bienes no enajenables y la explotación de los mismos debía llevar aparejado el respeto y cuidado del bien. La capacidad de regular su uso fue quedando en manos de los distintos pueblos, hasta que las legislaciones municipales a partir de los siglos XVIII y XIX permitieron a los municipios un alto nivel de autorregulación.

## Los comunes en la tradición hispana
Los comunes comenzaron a establecerse en España, a partir del siglo IX, sobre las bases del derecho germánico. Aunque en principio “la tierra” es de propiedad real (el equivalente al populus o emperador romano) el sistema dio eventual origen -junto a la expansión tanto demográfica como a la reconquista- a las llamados Comunes de Villa y Tierra, «establecidos sobre la base de propietarios independientes, del campesinado libre, que solo reconoce al Rey como superior. Se agrupan en caseríos o pequeñas aldeas. Se asocian en comarcas o territorios voluntariamente constituidos. Usan su Derecho tradicional, de raíz germánica. Y finalmente se constituyen en Comunes, recibiendo finalmente la confirmación real de su Fuero».
La codificación de esos comunes se remonta al siglo XIII, en las Siete partidas, y sigue cercanamente la aproximación de la ley romana. El Título XXVIII de la tercera partida clasifica los comunes en varias categorías: la Ley III las define como cosas que comunalmente pertenecen a todas las criaturas del mundo (el aire, las aguas de la lluvia y el mar y su ribera); la Ley VI como cosas que pertenecen a todos los hombres comunalmente (ríos, caminos públicos, puertos); y la Ley IX las llama cosas que pertenecen comunalmente a una ciudad o villa (fuentes de agua, las plazas donde se hacen los mercados, los lugares donde se hacen reuniones de consejo, los arenales de los ríos, las correderas de los caballos y «los montes et las dehesas et todos los otros logares semejantes destos que son estasblecidos para pro comunal de cada una cibtat, o villa, o castielo o otro logar»). 
A pesar de esta posesión común se establece una diferencia al usufructo o derecho sobre el producto de tales bienes. El común de todas las criaturas es, obviamente, libre, es decir, no se puede cobrar por el uso del aire o las aguas de la lluvia pero los ingresos por el uso de los «comunes a todos los hombres» pertenecen al rey (ley XI: como los almojarifes y las rentas de los puertos y las salinas y las minas pertenecen a los reyes), mientras que los comunes de las villas se dividen entre los que el producto del uso pertenece a quien los usa y aquellos en los cuales el producto pertenece a la comunidad como tal -el producto o renta usándose para propios de la villa- (ley X: cuales cosas pertenecen a alguna ciudad o villa o común y no puede cada uno usar de ellas separadamente).
El usufructo de las tierras comunes solía ser gratuito. Pero se exigía una renta moderada en algunos pueblos en reconocimiento que la propiedad era de la colectividad y para cubrir los gastos del municipio, como por ejemplo bienes de propios). Con ello se subrayaba que el ocupante solo disponía del dominio útil y no del directo, que seguía perteneciendo a la comunidad de vecinos.
En algún momento tales comunes fueron, como consecuencia del proceso de desamortización, eliminados en su mayoría en España, transfiriéndose -con el argumento que las propiedades comunes eran no productivas o de manos muertas- a la propiedad privada a través de la venta pública de ellas.
Las desamortizaciones llevadas a cabo en el siglo XIX en España también afectaron a las tierras comunales. Sin embargo se ha alegado que la inclusión de los comunes entre las tierras no productivas tenía como motivo el aumentar los caudales reales: «Todo ello venia de lejos. A raíz de 1898, tras la pérdida de Cuba y Filipinas, el Estado vendió las tierras comunales como medida de recaudar dinero». A pesar de que se suponía que de los dineros resultantes de la venta solo una parte correspondería al Estado -el resto pertenecía a los pueblos o villas- «El Estado se embolsó (lo) que le correspondía al pueblo... los años pasaron y por más gestiones que hicieron el Alcalde y sus Concejales, el pueblo solo obtuvo la callada por respuesta». Este dato no es exacto, ya que si bien hubo desamortizaciones de tierras comunales tras 1898, anteriormente estos bienes comunales fueron desamortizados y privatizados masivamente con el ministro de Hacienda Pascual Madoz en 1855.
En España, los bienes comunales están constituidos en el presente en su mayor parte ya sea por montes (Monte de utilidad pública) o por grandes extensiones de terreno forestal que se destinan a la ganadería, recolección –frutos silvestres, miel y demás– y pastos. No obstante, los hay también que, con el tiempo, han ofrecido a sus comunidades otras rentabilidades: explotaciones mineras principalmente. Sus características siguen siendo las mismas en cuanto a su condición de bienes no enajenables, siendo los ingresos que producen para el conjunto de la comunidad, bien según unidad familiar, bien por individuos. La mayoría se ofrecen como explotaciones mediante concesión a empresas y su gestión corresponde al ayuntamiento. Los beneficios generados se ingresan en las arcas municipales. En algunos casos, sobre todos en los pequeños municipios en régimen de Concejo abierto, todavía permanecen costumbres ancestrales de explotación común directa por los vecinos para pasto u obtención de leña. 

## Comunes en la América hispana

### Situación hasta fines delsigloXIX
Siguiendo la concepción hispana imperial, los conquistadores consideraron la tierra como una regalía de la Corona, pudiendo el monarca asignar derechos de uso como considerara conveniente. Así pues, legalmente los comunes eran las tierras de propiedad real no distribuida a individuos particulares. «La Corona se reservó la soberanía y la juridiscion civil y criminal sobre las propiedades y en general». Por disposición de esta cédula, a su vez, el resto del territorio no repartido era «pasto común y baldío a todos». En la práctica, el rey no solo asignó algunas propiedades a individuos de acuerdo tanto a su posición social como al esfuerzo dedicado a la conquista, pero otras fueron destinadas específicamente «al común». Así, por ejemplo el contador don Álvaro Caballero escribió una carta al emperador agradeciendo por la Real Provisión que mandaba: «que los pastos y montes y aguas sean comunes y realengos y que todos los vecinos que tuvieren ganado puedan hacer sus corrales y asientos donde quisieren» (op. cit.). 
A partir de esos ordenamientos, las ciudades y villas de la colonia aseguraron su independencia financiera: «El desarrollo de los ayuntamientos se sustentó en los bienes 
que, para remediar las necesidades públicas, les concedió el rey. En los concejos de las villas y ciudades españolas, tales bienes eran de dos tipos: los propios (consistentes en tierras, casa y otros bienes inmuebles, y en derechos exigibles en la celebración de rifas y fiestas o deducidos del arrendamiento de las tierras, casas, teatros o tiendas) y los arbitrios (contribuciones de carácter temporal sobre determinados alimentos y otros géneros comerciales). Su naturaleza era de tal modo privilegiada, que no podían invertirse en otros fines que los dispuestos. Oficinas especiales llevaban una cuenta y razón clara de la distribución de los bienes propios y los arbitrios».
La otra fuente del concepto de los comunes en esta época fueron las tierras reconocidas por los conquistadores como de indígenas (ver República de indios): «La legislación indiana establecía que el indígena solo podría tener acceso a las tierras en forma comunal, es decir, como integrante de un pueblo de indios», (ver, por ejemplo Ejido). “Las tierras indígenas se poseían y explotaban de manera comunal y no podían enajenarse” Consecuentemente los pueblos de indios poseyeron los llamados bienes de comunidad, algunos tan ricos o más, que los propios de ciertas villas españolas. Al igual que los propios, los bienes de comunidad fueron muy favorecidos por las leyes en razón de estar dedicados al bien público. Felipe II le imprimió un carácter legal al ordenar que se procurase la formación de los bienes de comunidad en cada pueblo, y las tasaciones oficiales de tributos de la segunda mitad del siglo XVI determinaron expresamente la obligación de los indígenas a contribuir al establecimiento de un fondo para beneficio del común.
A largos rasgos esa fue la situación legal que se mantuvo hasta la posterioridad al proceso de independencia. Con posterioridad a esa independencia, los comunes desaparecieron como tal: «proponemos como hipótesis que el proceso acentuado de desaparición de las comunidades» durante la primera mitad del siglo XIX fue producto del despojo del derecho sobre las tierras comunales, con la consecuente disolución de los lazos de solidaridad de la comunidad, enmarcada en un proceso de construcción de una nueva legitimidad social que, por un lado intentó definir la igualdad de los hombres ante la ley y el nuevo Estado, a la vez que mantuvo las prácticas de discriminación y estigma basado, a partir de entonces, en términos de diferenciación cultural entre “bárbaros” y “civilizados”.
Un elemento importante en esa transformación (cuya influencia se extiende hasta la época actual) de los comunes se encuentra en el Código de Bello. Este introduce algunas definiciones modernizadas pero directamente derivadas tanto de la ley romana como de los códigos del libro de las siete partidas. A pesar de que Bello es generalmente considerado un conservador transformó -posiblemente bajo la influencia de percepciones liberales- las concepciones tradicionales de los comunes como derechos transformándolas en contratos u obligaciones privadas. Sin embargo, Bello busca también fortalecer el estado-nación, lo que lleva a la notable excepción del “común general”, lo que correspondía "al pueblo", "emperador" o "rey", y que ahora se transforma en “bienes nacionales” que subsumen algunos de los que antes eran derechos de quienes vivían en ciudades particulares: «Se llaman bienes nacionales aquellos cuyo dominio pertenece a la nación toda. Si además su uso pertenece a todos los habitantes de la nación, como el de las calles, plazas, puentes y caminos, el mar adyacente y sus playas, se llaman bienes nacionales de uso público o bienes públicos y Los bienes nacionales cuyo uso no pertenece generalmente a los habitantes se llaman bienes del Estado o bienes fiscales» (Título III).
Así, aunque el Código mantiene el concepto de ocupación como origen y sustento de la propiedad (Título IV: Por la ocupación se adquiere el dominio de las cosas que no pertenecen a nadie”) y el Título IX del Código establece -todavía siguiendo de cerca las concepciones clásicas- que «el derecho de usufructo consiste en la facultad de gozar de una cosa con cargo de conservar su forma y substancia»; el artículo 765 clarifica que ahora: «El usufructo supone necesariamente dos derechos coexistentes, el del nudo propietario y el del usufructuario». Últimamente en esta concepción el nudo propietario es, por supuesto, toda la nación. 
La diferencia se hace explícita cuando se refiere a la comunidad entre individuos: el título XXVIII, Número 1 (artículo 2053) establece (formalizando el concepto romano) que «la sociedad o compañía es un contrato en que dos o más personas estipulan poner algo en común con la mira de repartir entre sí los beneficios que de ellos provengan». Y las asociaciones mismas se expanden y concretizan: el número 2 del mismo título establece diferentes tipos de sociedades: comerciales (las que se forman para los negocios) y las civiles (todas las demás). Además, las sociedades pueden ser colectivas («aquellas en las que todos los socios administran por si o por un mandatario elegido por común acuerdo») o en “comandita” («aquella en que uno o más de los socios se obligan solamente hasta concurrencia de sus aportes») o anónima («aquella en que el fondo social es suministrado por accionistas que solo son responsables por el valor de sus acciones»). 
El Código modifica aún más sustancialmente el concepto de los comunes de “pueblos y villas”. El concepto mismo desaparece como tal -no hay mención en el código de comunes regionales, municipales o indígenas, etc.- y su existencia misma está basada ahora no en un derecho sino en un “cuasicontrato”: «la comunidad de una cosa universal o singular, entre dos o más personas, sin que ninguna de ellas haya contratado sociedad o celebrado otra convención relativa a la misma cosa es una especie de cuasicontrato» (artículo 2304, número 3, título XXXIV). Los derechos que antiguamente correspondían a las comunidades, villas o ciudades sobre los comunes ahora pasan a ser obligaciones sobre “los comuneros”: «Cada comunero debe contribuir a las obras y reparaciones de la comunidad proporcionalmente en su cuota» (Art 2309); y los beneficios solo individuales son: «los frutos de la cosa común deben dividirse entre los comuneros a prorrata de sus cuotas» (Art 2310).

## Situación actual
La ausencia de reconocimiento de los derechos comunales tradicionales en la legislación latino-americana ha producido muchas dificultades que se extienden hasta el presente, percibiéndose a menudo como conflictos de tipo étnico o culturales, otras como casos de “luchas populares de resistencia frente a ese saqueo, frente a la contaminación, el desplazamiento forzado de las poblaciones, la destrucción de las producciones regionales y de las fuentes de trabajo de millones de latinoamericanos.” (véase también Indigenismo; Derechos colectivos; y, por ejemplo: Ley de la Selva en el Perú)
Esto ha llevado a un renovado interés en el concepto del procomún. “En el evento, que se lleva a cabo en la Ciudad de México, se recordó que la terminología “comunes” en la región latinoamericana no está aún en un debate generalizado, a pesar de que forma parte de los bienes públicos y que conlleva las ausencias de la exclusión y la rivalidad en el consumo. que tiene como otra vertiente un desarrollo más generalizado a nivel internacional, que busca enfatizar el control tanto de individuos como comunidades sobre el entorno social: “Este material presenta un siglo XXI donde la ciudadanía sensibilizada será quien ejerza el control social de los bienes comunes, garantizando su vitalidad, protección, equidad en el acceso y control radicalmente democrático. El mercado y el Estado dejarían de ser los actores principales para tal fin”.
Por ejemplo, el "Manifiesto por la recuperación de los Bienes Comunes" dice "El Foro Social Mundial de 2009, en Belém do Pará, Brasil, se desarrolla en el momento mismo en que la globalización neoliberal, dominada por el mercado de las finanzas y fuera de cualquier control público, fracasa espectacularmente. Es también el momento en que aparece una toma de conciencia de que hay bienes, como la naturaleza misma, que son de uso común de todos los seres humanos y que en ningún caso pueden ser privatizados o considerados como mercancía."
En el Foro Social Mundial del 2010, en Porto Alegre, el tema de los bienes comunes formó parte de la agenda, en particular en un panel sobre los 10 años del Foro y la agenda a futuro.
Sin embargo existe también una confusión en la terminología adecuada. Reconociendo esta a situación Ariel Vercelli escribe que ”A lo largo de la historia se han utilizado diferentes conceptos para describir los bienes que tienen un carácter común y pertenecen a todos los integrantes de una comunidad. Entre muchos otros, se han utilizado los conceptos de propiedad común [comunal o comunitaria] (Buckles, 2000; Rubinstein, 2005), recursos comunes (Ostrom, 1990; Dolsak y Ostrom, 2003), procomún [provechocomún] (Lafuente, 2007) o patrimonio común [riqueza, herencia común] (UNESCO, 1972; Shiva, 1997). Tanto las definiciones genéricas sobre los bienes comunes como los conceptos descritos permitieron históricamente [y todavía permiten] describir los rasgos básicos de aquello que es común. Sin embargo, por diferentes razones, estos conceptos se muestran hoy insuficientes, fragmentados o limitados para describir técnicamente que es común en la multiplicidad de casos particulares que pueden presentarse. (Vercelli y Thomas, 2008).” A partir de un cuidadoso análisis de la literatura académica al respecto, Vercelli concluye sugiriendo el uso del término bienes comunes. Esta sugerencia obedece, principalmente, a que Vercelli intenta resaltar que hay una diferencia cualitativa en el concepto moderno con el tradicional, en que responden a diferentes formas de gestión y a diferentes economías, especialmente cuando hablamos de biotecnologías, nanotecnologías o bienes culturales o intelectuales.
El debate en torno a la necesidad de promover el procomún ha vuelto a ponerse de actualidad con la llegada de modelos jurídicos que contribuyen a generar dominio público. La lógica que subyace al movimiento Copyleft o a algunas de las licencias denominadas Creative Commons pone de manifiesto la necesidad de repensar el procomún en la era digital.

## Propiedad de régimen común
El término "propiedad de régimen común" se aplica a un cierto arreglo social que regula la preservación, buen mantenimiento y consumo admisible de un bien común. Este hecho ha provocado cierta polémica en la denominación "recurso de propiedad común" ya que muchos bienes comunes no necesariamente están regulados por sistemas de propiedad común.

## Relación de teóricos sobre los comunes o procomún
| - Elinor Ostrom - Michael Hardt - Antonio Negri | - Antonio Lafuente - Kenneth Rexroth - Ariel Vercelli | - Silke Helfrich - David Bollier - James Boyle |